# Rádio Imprensa
Rádio Imprensa foi uma emissora de rádio brasileira, com sede no Rio de Janeiro, capital do estado homônimo. Operava no dial FM, na frequência 102,1 MHz. Fundada pela empresária Anna Khoury em janeiro de 1955, foi a primeira emissora de rádio em frequência modulada instalada na América Latina e, até a década de 1970, sua transmissão era realizada em circuito fechado, por meio de serviço de assinatura de música ambiente para escritórios e lojas.
A emissora foi encerrada em 31 de dezembro de 2000, após arrendamento para o Grupo Dial Brasil, que desde 2007 opera na frequência a Mix FM Rio. Apesar do encerramento da emissora, a Rádio Imprensa continua fornecendo o serviço de música ambiente para empresas.

## História
Anna Khoury, empresária brasileira de origem libanesa, já investia em rádio desde 1949, quando administrava a Rádio Eldorado do Rio de Janeiro. Desligou-se da emissora por discordar de sua venda ao jornalista Roberto Marinho, dono do jornal O Globo e associado à Khoury na fundação da emissora. Em janeiro de 1955, a empresária realizou investimentos no rádio em frequência modulada e lança a Rádio Imprensa, a primeira emissora do país e da América Latina em FM. Sua programação era apenas musical, com estilo light. Por não existir receptores no país que transmitissem em frequência modulada, além do alto preço de importação, sua cobertura era restrita a escritórios e lojas do Rio que contratavam o serviço de música ambiente.
Em 1960, a Rádio Imprensa amplia sua transmissão e passa a bancar a fabricação de receptores de FM com a AEG Telefunken do Brasil, ainda com transmissão em circuito fechado. A partir da década de 1970, a Rádio Imprensa passa a operar em canal aberto, na frequência 102,1 MHz, mais precisamente em 1976, quando era uma das poucas emissoras de FM instaladas no país. Nessa mesma época, começaram a serem criadas emissoras irmãs em São Paulo (capital e em Vargem Grande do Sul) e Goiás (Anápolis), sendo que hoje apenas a frequência paulistana está ligada aos proprietários originais. Com o boom de FMs a partir da década de 1980, a Imprensa passa a contar pela primeira vez com locutores a partir do aluguel de suas faixas de programação a diversos interessados. Por conta disso, é reconhecida por ser uma das primeiras a abrir espaço para o funk carioca, tendo entre os seus locatários a Furacão 2000. Até o ano 2000, a emissora contava com programas como Planeta Rei (que inspirou a criação de programas radiofônicos pelo país que só tocavam canções de Roberto Carlos), Ronca Ronca (programa musical apresentado pelo DJ Maurício Valadares) e Música Maravilhosa do Cinema (que apresentava várias músicas de trilhas sonoras de filmes) — este último apresentado por Simon Khoury, filho de Anna Khoury e um dos proprietários da frequência.
Em 31 de dezembro de 2000, a Rádio Imprensa encerra suas atividades após ser arrendada ao Grupo Dial Brasil, de propriedade dos empresários Luiz André Calainho, Alexandre Accioly, Luciano Huck e Meyer Cohen. Neste dia, o grupo lança a segunda passagem da Jovem Pan 2 no Rio de Janeiro. Desde 2007, a emissora atua como Mix FM Rio, afiliada à Mix FM. Apesar do encerramento da emissora, a Rádio Imprensa continua prestando serviço de música ambiente para empresas.